# Particija (teorija števil)
Partícija (imenovana tudi celoštevílska partícija) v teoriji števil in kombinatoriki predstavlja način zapisa pozitivnega celega števila n kot vsote pozitivnih celih števil ne nujno enakih. Dve vsoti, ki se razlikujeta le v vrstnem redu svojih seštevancev, predstavljata enako particijo. Če je pomemben tudi vrstni red seštevancev, se vsota imenuje kompozicija. Števili 1 in 2 imata samo eno particijo. Število 3 se lahko tako zapiše na tri načine:
3, 2 + 1,  1 + 1 + 1,
število 4 na pet načinov:
4, 3 + 1, 2 + 2, 2 + 1 + 1, 1 + 1 + 1 + 1,
število 5 na sedem načinov:
5, 4 + 1, 3 + 2, 3 + 1 + 1, 2 + 2 + 1, 2 + 1 + 1 + 1, 1 + 1 + 1 + 1 + 1
itd.
V nekaterih virih se particije obravnavajo kot zaporedje seštevancev in ne kot izrazi z znakom za seštevanje (+). Particija 2 + 2 + 1 se na primer lahko zapiše kot trojica (2, 2, 1) ali v še bolj zgoščeni obliki (22, 1), kjer nadpisani indeks označuje število ponavljanj člena.